# Feyzullah Aktürk
Feyzullah Aktürk, född 1 januari 1999, är en turkisk brottare som tävlar i fristil.

## Karriär
Vid EM 2025 i Bratislava tog Aktürk brons i 92 kg-klassen efter att ha besegrat bulgariske Achmed Batajev i bronsmatchen.